# Ronde van Italië 2022
De 105e editie van de Ronde van Italië werd gereden van 6 mei tot en met 29 mei 2022. De koers startte in de Hongaarse hoofdstad Boedapest en eindigde met een tijdrit in Verona.
De eerste drie etappes van deze Giro werden verreden in Hongarije. Daarna werd al meteen een eerste rustdag ingepland waarop het peloton zich per vliegtuig naar Italië verplaatste. De vierde etappe was de eerste op Italiaanse bodem en betrof direct een zware bergrit met aankomst op de vulkaan Etna. De ronde telde 176 deelnemers en werd uiteindelijk gewonnen door Jai Hindley, die daarmee de eerste Australische Girowinnaar werd. Koen Bouwman schreef op zijn beurt als eerste Nederlander het bergklassement op zijn naam.

## Etappeoverzicht
| Datum  | Etappe  | Start – Finish                           | Afstand (in km) | Type                | Winnaar              | Ploeg                              | Klassementsleider    |
| ------ | ------- | ---------------------------------------- | --------------- | ------------------- | -------------------- | ---------------------------------- | -------------------- |
| 6 mei  | 1       | Boedapest – Visegrád                     | 195             | Vlakke rit          | Mathieu van der Poel | Alpecin-Fenix                      | Mathieu van der Poel |
| 7 mei  | 2       | Boedapest – Boedapest                    | 9,2             | Individuele tijdrit | Simon Yates          | Team BikeExchange Jayco            | Mathieu van der Poel |
| 8 mei  | 3       | Kaposvár – Balatonfüred                  | 201             | Vlakke rit          | Mark Cavendish       | Quick Step-Alpha Vinyl             | Mathieu van der Poel |
| 9 mei  | Rustdag | Rustdag                                  | Rustdag         | Rustdag             | Rustdag              | Rustdag                            | Rustdag              |
| 10 mei | 4       | Avola – Etna                             | 166             | Bergrit             | Lennard Kämna        | BORA-hansgrohe                     | Juan Pedro López     |
| 11 mei | 5       | Catania – Messina                        | 172             | Vlakke rit          | Arnaud Démare        | Groupama-FDJ                       | Juan Pedro López     |
| 12 mei | 6       | Palmi – Scalea                           | 192             | Vlakke rit          | Arnaud Démare        | Groupama-FDJ                       | Juan Pedro López     |
| 13 mei | 7       | Diamante – Potenza                       | 198             | Heuvelrit           | Koen Bouwman         | Team Jumbo-Visma                   | Juan Pedro López     |
| 14 mei | 8       | Napels – Napels                          | 149             | Heuvelrit           | Thomas De Gendt      | Lotto Soudal                       | Juan Pedro López     |
| 15 mei | 9       | Isernia – Blockhaus                      | 187             | Bergrit             | Jai Hindley          | BORA-hansgrohe                     | Juan Pedro López     |
| 16 mei | Rustdag | Rustdag                                  | Rustdag         | Rustdag             | Rustdag              | Rustdag                            | Rustdag              |
| 17 mei | 10      | Pescara – Jesi                           | 194             | Heuvelrit           | Biniam Girmay        | Intermarché-Wanty-Gobert Matériaux | Juan Pedro López     |
| 18 mei | 11      | Santarcangelo di Romagna – Reggio Emilia | 201             | Vlakke rit          | Alberto Dainese      | Team DSM                           | Juan Pedro López     |
| 19 mei | 12      | Parma – Genua                            | 186             | Heuvelrit           | Stefano Oldani       | Alpecin-Fenix                      | Juan Pedro López     |
| 20 mei | 13      | San Remo – Cuneo                         | 157             | Vlakke rit          | Arnaud Démare        | Groupama-FDJ                       | Juan Pedro López     |
| 21 mei | 14      | Santena – Turijn                         | 153             | Bergrit             | Simon Yates          | Team BikeExchange Jayco            | Richard Carapaz      |
| 22 mei | 15      | Rivarolo Canavese – Cogne                | 177             | Bergrit             | Giulio Ciccone       | Trek-Segafredo                     | Richard Carapaz      |
| 23 mei | Rustdag | Rustdag                                  | Rustdag         | Rustdag             | Rustdag              | Rustdag                            | Rustdag              |
| 24 mei | 16      | Salò – Aprica                            | 200             | Bergrit             | Jan Hirt             | Intermarché-Wanty-Gobert Matériaux | Richard Carapaz      |
| 25 mei | 17      | Ponte di Legno – Lavarone                | 165             | Bergrit             | Santiago Buitrago    | Bahrain-Victorious                 | Richard Carapaz      |
| 26 mei | 18      | Borgo Valsugana – Treviso                | 146             | Vlakke rit          | Dries De Bondt       | Alpecin-Fenix                      | Richard Carapaz      |
| 27 mei | 19      | Marano Lagunare – Castelmonte            | 178             | Bergrit             | Koen Bouwman         | Team Jumbo-Visma                   | Richard Carapaz      |
| 28 mei | 20      | Belluno – Fedaiapas                      | 167             | Bergrit             | Alessandro Covi      | UAE Team Emirates                  | Jai Hindley          |
| 29 mei | 21      | Verona – Verona                          | 17,1            | Individuele tijdrit | Matteo Sobrero       | Team BikeExchange Jayco            | Jai Hindley          |
| Datum  | Etappe  | Start – Finish                           | Afstand (in km) | Type                | Winnaar              | Ploeg                              | Klassementsleider    |

## Klassementenverloop
| Etappe      | Winnaar              | Algemeen klassement  | Puntenklassement      | Bergklassement        | Jongerenklassement | Ploegenklassement                  |
| 1           | Mathieu van der Poel | Mathieu van der Poel | Mathieu van der Poel1 | Mathieu van der Poel2 | Biniam Girmay      | INEOS Grenadiers                   |
| 2           | Simon Yates          | Mathieu van der Poel | Mathieu van der Poel1 | Mathieu van der Poel2 | Matteo Sobrero     | Team Jumbo-Visma                   |
| 3           | Mark Cavendish       | Mathieu van der Poel | Mathieu van der Poel1 | Rick Zabel            | Matteo Sobrero     | Team Jumbo-Visma                   |
| 4           | Lennard Kämna        | Juan Pedro López     | Mathieu van der Poel1 | Lennard Kämna         | Juan Pedro López3  | BORA-hansgrohe                     |
| 5           | Arnaud Démare        | Juan Pedro López     | Arnaud Démare         | Lennard Kämna         | Juan Pedro López3  | BORA-hansgrohe                     |
| 6           | Arnaud Démare        | Juan Pedro López     | Arnaud Démare         | Lennard Kämna         | Juan Pedro López3  | BORA-hansgrohe                     |
| 7           | Koen Bouwman         | Juan Pedro López     | Arnaud Démare         | Koen Bouwman          | Juan Pedro López3  | Trek-Segafredo                     |
| 8           | Thomas De Gendt      | Juan Pedro López     | Arnaud Démare         | Koen Bouwman          | Juan Pedro López3  | Intermarché-Wanty-Gobert Matériaux |
| 9           | Jai Hindley          | Juan Pedro López     | Arnaud Démare         | Diego Rosa            | Juan Pedro López3  | BORA-hansgrohe                     |
| 10          | Biniam Girmay        | Juan Pedro López     | Arnaud Démare         | Diego Rosa            | Juan Pedro López3  | BORA-hansgrohe                     |
| 11          | Alberto Dainese      | Juan Pedro López     | Arnaud Démare         | Diego Rosa            | Juan Pedro López3  | BORA-hansgrohe                     |
| 12          | Stefano Oldani       | Juan Pedro López     | Arnaud Démare         | Diego Rosa            | Juan Pedro López3  | Intermarché-Wanty-Gobert Matériaux |
| 13          | Arnaud Démare        | Juan Pedro López     | Arnaud Démare         | Diego Rosa            | Juan Pedro López3  | Intermarché-Wanty-Gobert Matériaux |
| 14          | Simon Yates          | Richard Carapaz      | Arnaud Démare         | Diego Rosa            | João Almeida4      | BORA-hansgrohe                     |
| 15          | Giulio Ciccone       | Richard Carapaz      | Arnaud Démare         | Koen Bouwman          | João Almeida4      | BORA-hansgrohe                     |
| 16          | Jan Hirt             | Richard Carapaz      | Arnaud Démare         | Koen Bouwman          | João Almeida4      | BORA-hansgrohe                     |
| 17          | Santiago Buitrago    | Richard Carapaz      | Arnaud Démare         | Koen Bouwman          | João Almeida4      | Bahrain-Victorious                 |
| 18          | Dries De Bondt       | Richard Carapaz      | Arnaud Démare         | Koen Bouwman          | Juan Pedro López   | Bahrain-Victorious                 |
| 19          | Koen Bouwman         | Richard Carapaz      | Arnaud Démare         | Koen Bouwman          | Juan Pedro López   | Bahrain-Victorious                 |
| 20          | Alessandro Covi      | Jai Hindley          | Arnaud Démare         | Koen Bouwman          | Juan Pedro López   | Bahrain-Victorious                 |
| 21          | Matteo Sobrero       | Jai Hindley          | Arnaud Démare         | Koen Bouwman          | Juan Pedro López   | Bahrain-Victorious                 |
| Eindstanden | Eindstanden          | Jai Hindley          | Arnaud Démare         | Koen Bouwman          | Juan Pedro López   | Bahrain-Victorious                 |

1 De paarse trui werd in de tweede etappe gedragen door Peio Bilbao die derde stond achter Mathieu van der Poel en Biniam Girmay en in de derde en de vierde etappe door de als tweede gerangschikte Biniam Girmay.
2 De blauwe trui werd in de tweede etappe gedragen door Magnus Cort die vierde stond achter Mathieu van der Poel, Biniam Girmay en Peio Bilbao en in de derde etappe door de als tweede gerangschikte Rick Zabel.
3 De witte trui werd in de vijfde tot en met de negende etappe gedragen door Mauri Vansevenant die tweede stond achter Juan Pedro López en de tiende en de veertiende etappe door João Almeida, die tweede stond achter Juan Pedro López.
4 João Almeida startte vanwege een coronabesmetting niet in etappe 18. De witte trui werd in deze etappe gedragen door de nieuwe leider Juan Pedro López.

## Eindklassementen

### Algemeen klassement
| Plaats    | Naam               | Ploeg                  | Tijd       |
| --------- | ------------------ | ---------------------- | ---------- |
| Roze trui | Jai Hindley        | BORA-hansgrohe         | 86u31'14"  |
| 2         | Richard Carapaz    | INEOS Grenadiers       | + 1'18"    |
| 3         | Mikel Landa        | Bahrain-Victorious     | + 3'24"    |
| 4         | Vincenzo Nibali    | Astana Qazaqstan       | + 9'02"    |
| 5         | Pello Bilbao       | Bahrain-Victorious     | + 9'14"    |
| 6         | Jan Hirt           | Intermarché-Wanty      | + 9'28"    |
| 7         | Emanuel Buchmann   | BORA-hansgrohe         | + 13'19"   |
| 8         | Domenico Pozzovivo | Intermarché-Wanty      | + 17'29"   |
| 9         | Hugh Carthy        | EF Education-EasyPost  | + 17'54"   |
| 10        | Juan Pedro López   | Trek-Segafredo         | + 18'40"   |
|           |                    |                        |            |
| 17        | Wilco Kelderman    | BORA-hansgrohe         | + 41'45"   |
| 30        | Mauri Vansevenant  | Quick Step-Alpha Vinyl | + 2u03'44" |

### Nevenklassementen
| Puntenklassement |                      |                        |        |
| Plaats           | Naam                 | Ploeg                  | Punten |
| Paarse trui      | Arnaud Démare        | Groupama-FDJ           | 254    |
| 2                | Fernando Gaviria     | UAE Team Emirates      | 136    |
| 3                | Mark Cavendish       | Quick Step-Alpha Vinyl | 132    |
| 4                | Mathieu van der Poel | Alpecin-Fenix          | 105    |
| 5                | Alberto Dainese      | Team DSM               | 95     |
|                  |                      |                        |        |
| 6                | Dries De Bondt       | Alpecin-Fenix          | 83     |

| Bergklassement |                   |                        |        |
| Plaats         | Naam              | Ploeg                  | Punten |
| Blauwe trui    | Koen Bouwman      | Team Jumbo-Visma       | 294    |
| 2              | Giulio Ciccone    | Trek-Segafredo         | 163    |
| 3              | Alessandro Covi   | UAE Team Emirates      | 102    |
| 4              | Diego Rosa        | EOLO-Kometa            | 94     |
| 5              | Davide Formolo    | UAE Team Emirates      | 87     |
|                |                   |                        |        |
| 36             | Mauri Vansevenant | Quick Step-Alpha Vinyl | 12     |

| Jongerenklassement |                   |                        |            |
| Plaats             | Naam              | Ploeg                  | Tijd       |
| Witte trui         | Juan Pedro López  | Trek-Segafredo         | 86u49'54"  |
| 2                  | Santiago Buitrago | Bahrain-Victorious     | + 5'43"    |
| 3                  | Pavel Sivakov     | INEOS Grenadiers       | + 23'03"   |
| 4                  | Thymen Arensman   | Team DSM               | + 23'51"   |
| 5                  | Luca Covili       | Bardiani-CSF-Faizanè   | + 1u11'44" |
|                    |                   |                        |            |
| 8                  | Mauri Vansevenant | Quick Step-Alpha Vinyl | + 1u45'04" |

| Ploegenklassement (tijd) |                    |            |
| Plaats                   | Ploeg              | Tijd       |
| 1                        | Bahrain-Victorious | 259u48'12" |
| 2                        | BORA-hansgrohe     | + 4'07"    |
| 3                        | INEOS Grenadiers   | + 1u22'29" |
| 4                        | Intermarché-Wanty  | + 1u23'57" |
| 5                        | Astana Qazaqstan   | + 2u18'46" |
|                          |                    |            |
| 7                        | Team Jumbo-Visma   | + 2u40'16" |

1e etappe ·
2e etappe ·
3e etappe ·
4e etappe ·
5e etappe ·
6e etappe ·
7e etappe ·
8e etappe ·
9e etappe ·
10e etappe ·
11e etappe ·
12e etappe ·
13e etappe ·
14e etappe ·
15e etappe ·
16e etappe ·
17e etappe ·
18e etappe ·
19e etappe ·
20e etappe ·
21e etappe
Startlijst · Eindstanden · Afbeeldingen
 winnaars · 
roze trui · 
  puntenklassement · 
  bergklassement · 
 jongerenklassement · 
 intergiro · 
 ploegenklassement · 
 strijdlust · 
 zwarte trui
Giro d'Italia Next Gen · Giro Donne · Cima Coppi
 Belgische rozetruidragers · etappewinnaars
 Nederlandse rozetruidragers · etappewinnaars
Mannen:
1909 · 
1910 · 
1911 · 
1912 · 
1913 · 
1914 · 
1919 · 
1920 · 
1921 · 
1922 · 
1923 · 
1924 · 
1925 · 
1926 · 
1927 · 
1928 · 
1929 · 
1930 · 
1931 · 
1932 · 
1933 · 
1934 · 
1935 · 
1936 · 
1937 · 
1938 · 
1939 · 
1940 · 
1946 · 
1947 · 
1948 · 
1949 · 
1950 · 
1951 · 
1952 · 
1953 · 
1954 · 
1955 · 
1956 · 
1957 · 
1958 · 
1959 · 
1960 · 
1961 · 
1962 · 
1963 · 
1964 · 
1965 · 
1966 · 
1967 · 
1968 · 
1969 · 
1970 · 
1971 · 
1972 · 
1973 · 
1974 · 
1975 · 
1976 · 
1977 · 
1978 · 
1979 · 
1980 · 
1981 · 
1982 · 
1983 · 
1984 · 
1985 · 
1986 · 
1987 · 
1988 · 
1989 · 
1990 · 
1991 · 
1992 · 
1993 · 
1994 · 
1995 · 
1996 · 
1997 · 
1998 · 
1999 · 
2000 · 
2001 · 
2002 · 
2003 · 
2004 · 
2005 · 
2006 · 
2007 · 
2008 · 
2009 · 
2010 · 
2011 · 
2012 · 
2013 · 
2014 · 
2015 · 
2016 · 
2017 · 
2018 · 
2019 · 
2020 · 
2021 · 
2022 · 
2023 · 
2024 · 
2025
Vrouwen:
1988 · 
1989 · 
1990 · 
1991 ·
1992 ·
1993 · 
1994 · 
1995 · 
1996 · 
1997 · 
1998 · 
1999 · 
2000 · 
2001 · 
2002 · 
2003 · 
2004 · 
2005 · 
2006 · 
2007 · 
2008 · 
2009 · 
2010 · 
2011 · 
2012 ·
2013 · 
2014 ·
2015 ·
2016 ·
2017 ·
2018 ·
2019 ·
2020 ·
2021 ·
2022 ·
2023 ·
2024 ·
2025
Ronde van de Verenigde Arabische Emiraten ·
Omloop Het Nieuwsblad ·
Strade Bianche ·
Parijs-Nice · 
Tirreno-Adriatico · 
Milaan-San Remo ·
Ronde van Catalonië ·
Driedaagse Brugge-De Panne ·
E3 Saxo Bank Classic ·
Gent-Wevelgem ·
Dwars door Vlaanderen ·
Ronde van Vlaanderen ·
Ronde van het Baskenland ·
Amstel Gold Race ·
Parijs-Roubaix ·
Waalse Pijl ·
Luik-Bastenaken-Luik ·
Ronde van Romandië ·
Eschborn-Frankfurt ·
Ronde van Italië ·
Critérium du Dauphiné ·
Ronde van Zwitserland ·
Ronde van Frankrijk ·
Clásica San Sebastián ·
Ronde van Polen ·
BEMER Cyclassics ·
Bretagne Classic ·
Benelux Tour ·
Ronde van Spanje ·
GP van Quebec · 
GP van Montreal · 
Ronde van Lombardije ·
Ronde van Guangxi ·